# Исландия на Европейских играх 2019
На Европейских играх 2019 в Минске Исландия была представлена в 6 видах спорта. За страну выступали 7 спортсменов.

## Состав сборной
- Кари Гуннарссон (бадминтон)
- Юн Свейнбьорн (дзюдо)
- Мари-Альбуро Эовин (стрельба из лука)
- Вальгард Рейнхардссон (спортивная гимнастика)
- Агнес Суто-Тууха (спортивная гимнастика)
- Асгир Сигургеирссон (стрельба пулевая)
- Хакон Сваварссон (стрельба стендовая).